# Flowers (Rolling-Stones-Album)
Flowers ist das dritte in den USA veröffentlichte Kompilationsalbum der Rolling Stones. Es wurde am 26. Juni 1967 veröffentlicht.
Die LP enthält Single-Veröffentlichungen der vergangenen zwölf Monate, Lieder, die bei der amerikanischen Ausgabe von Aftermath sowie Between the Buttons fehlten sowie drei bis dahin unveröffentlichte Titel.
Entsprechend dem Albumtitel sind auf dem Cover Blumen abgebildet, die Blüten sind ersetzt durch Porträts der Bandmitglieder, entnommen dem britischen Cover von Aftermath. Vom Bassisten Bill Wyman ist überliefert, die fehlenden Blütenblätter bei Brian Jones’ Blume seien ein Scherz von Mick Jagger und Keith Richards gewesen. Künstlerischer Leiter bei der Covergestaltung war Tom Wilkes.
Die Zusammenstellung war ein großer kommerzieller Erfolg und erreichte Platz 3 in den USA. Auch in Deutschland erschien die LP und erreichte Platz 7 der Albumcharts.

## Titelliste
Mit Ausnahme von My Girl, das von Smokey Robinson und Ronald White geschrieben wurde, stammen alle Lieder von Mick Jagger and Keith Richards.
Seite 1:
1. Ruby Tuesday – 3:17
  - Im Januar 1967 als Single veröffentlicht sowie auf der US-Version von Between the Buttons
2. Have You Seen Your Mother, Baby, Standing in the Shadow? – 2:34
  - Im September 1966 als Single veröffentlicht
3. Let’s Spend the Night Together – 3:36
  - Im Januar 1967 als Single veröffentlicht sowie auf der US-Version von Between the Buttons
4. Lady Jane – 3:08
  - 1966 veröffentlicht auf der britischen Version von Aftermath
5. Out of Time – 3:41
  - Eine gekürzte Fassung des erstmals 1966 auf der britischen Version von Aftermath veröffentlichten Liedes
6. My Girl – 2:38
  - Bisher unveröffentlichte Coverversion der von den Temptations am 21. Dezember 1964 veröffentlichten  Nr.-1-Single; aufgenommen 1965

Seite 2:
1. Back Street Girl – 3:26
  - Erstmals 1967 veröffentlicht auf der britischen Version von Between the Buttons
2. Please Go Home – 3:17
  - Erstmals 1967 veröffentlicht auf der britischen Version von Between the Buttons
3. Mother’s Little Helper – 2:46
  - Erstmals 1966 veröffentlicht auf der britischen Version von Aftermath sowie am 2. Juli 1966 als Single
4. Take It or Leave It – 2:46
  - Erstmals 1966 veröffentlicht auf der britischen Version von Aftermath
5. Ride On, Baby – 2:52
  - Bisher unveröffentlichte Aufnahme von 1965
6. Sittin’ on a Fence – 3:03
  - Bisher unveröffentlichte Aufnahme von 1965